# Powiat de Wąbrzeźno
Le powiat de Wąbrzeźno (en polonais : powiat wąbrzeski) est un powiat appartenant à la Voïvodie de Couïavie-Poméranie dans le centre-nord de la Pologne.

## Division administrative
Le powiat comprend 5 communes :
- 1 commune urbaine : Wąbrzeźno ;
- 4 communes rurales : Dębowa Łąka, Książki, Płużnica et Wąbrzeźno.